# Casinycteris
Genre
Casinycteris est un genre de mammifères chiroptères (chauves-souris). Ce genre ne comprend qu'une seule espèce.

## Description de l'espèce
La fourrure est dorée, la bouche les yeux et la base des oreilles sont entourés de blanc.
Le palais dur est différent des autres espèces frugivores, il ne dépasse pas la rangée des dents, ce qui implique que l'action de la langue et du palais pour écraser les fruits est modifiée chez l'espèce. Le gîte est seule ou en couple.

## Habitat de l'espèce
Elle a été observée dans les forêts de plaine du Cameroun.

## Alimention de l'espèce
Frugivore. Très particulière en ce qui semble que les fruits sont décortiqués sur l'avant de la bouche.

## Liste des espèces
- Casinycteris argynnis (roussette à palais court, roussette dorée) Thomas, 1910